# Arrondissement Blaye
Das Arrondissement Blaye ist ein Verwaltungsbezirk im Département Gironde in der französischen Region Nouvelle-Aquitaine. Es besteht aus 5 Kantonen und 62 Gemeinden. Hauptort (Sitz der Unterpräfektur) ist Blaye.

## Geschichte
Am 4. März 1790 wurde mit der Gründung des Départements Gironde auch ein District de Blaye gegründet, der in weiten Teilen dem heutigen Arrondissement entsprach. Am 17. Februar 1800 wurde daraus das Arrondissement gegründet. Im Zuge einer Verwaltungsreform wechselte der Kanton Saint-André-de-Cubzac am 1. Mai 2006 vom Arrondissement Bordeaux zum Arrondissement Blaye.

## Geographie
Das Arrondissement grenzt im Norden und Nordosten an das Arrondissement Jonzac im Département Charente-Maritime, im Südosten an das Arrondissement Libourne, im Süden und Südwesten an das Arrondissement Bordeaux und im Nordwesten an das Arrondissement Lesparre-Médoc auf der gegenüberliegenden Seite des Mündungsgebietes der Gironde.
Im Arrondissement liegen zwei Wahlkreise (Kantone):
- Kanton L’Estuaire
- Kanton Le Nord-Gironde (mit 24 von 26 Gemeinden)

Siehe auch: Liste der Kantone im Département Gironde

## Gemeinden
Die Gemeinden (INSEE-Code in Klammern) des Arrondissements Blaye sind:
| 1. Anglade (33006)                | 2. Bayon-sur-Gironde (33035)         | 3. Berson (33047)                     | 4. Blaye (33058)                    |
| 5. Bourg (33067)                  | 6. Braud-et-Saint-Louis (33073)      | 7. Campugnan (33089)                  | 8. Cars (33100)                     |
| 9. Cartelègue (33101)             | 10. Cavignac (33114)                 | 11. Cézac (33123)                     | 12. Civrac-de-Blaye (33126)         |
| 13. Comps (33132)                 | 14. Cubnezais (33142)                | 15. Cubzac-les-Ponts (33143)          | 16. Donnezac (33151)                |
| 17. Étauliers (33159)             | 18. Eyrans (33161)                   | 19. Fours (33172)                     | 20. Gauriac (33182)                 |
| 21. Gauriaguet (33183)            | 22. Générac (33184)                  | 23. Lansac (33228)                    | 24. Laruscade (33233)               |
| 25. Marcenais (33266)             | 26. Marsas (33272)                   | 27. Mazion (33280)                    | 28. Mombrier (33285)                |
| 29. Peujard (33321)               | 30. Plassac (33325)                  | 31. Pleine-Selve (33326)              | 32. Prignac-et-Marcamps (33339)     |
| 33. Pugnac (33341)                | 34. Reignac (33351)                  | 35. Saint-André-de-Cubzac (33366)     | 36. Saint-Androny (33370)           |
| 37. Saint-Aubin-de-Blaye (33374)  | 38. Saint-Christoly-de-Blaye (33382) | 39. Saint-Ciers-de-Canesse (33388)    | 40. Saint-Ciers-sur-Gironde (33389) |
| 41. Saint-Genès-de-Blaye (33405)  | 42. Saint-Gervais (33415)            | 43. Saint-Girons-d’Aiguevives (33416) | 44. Saint-Laurent-d’Arce (33425)    |
| 45. Saint-Mariens (33439)         | 46. Saint-Martin-Lacaussade (33441)  | 47. Saint-Palais (33456)              | 48. Saint-Paul (33458)              |
| 49. Saint-Savin (33473)           | 50. Saint-Seurin-de-Bourg (33475)    | 51. Saint-Seurin-de-Cursac (33477)    | 52. Saint-Trojan (33486)            |
| 53. Saint-Vivien-de-Blaye (33489) | 54. Saint-Yzan-de-Soudiac (33492)    | 55. Samonac (33500)                   | 56. Saugon (33502)                  |
| 57. Tauriac (33525)               | 58. Teuillac (33530)                 | 59. Val-de-Livenne (33380)            | 60. Val de Virvée (33018)           |
| 61. Villeneuve (33551)            | 62. Virsac (33553)                   |                                       |                                     |

## Ehemalige Gemeinden seit der landesweiten Neuordnung der Kantone
- Bis 2018: Saint-Caprais-de-Blaye, Marcillac
- Bis 2015: Aubie-et-Espessas, Saint-Antoine, Salignac